# NFLPA Alan Page Community Award
L'Alan Page Community Award è un premio assegnato ogni anno dalla National Football League Players Association (NFLPA), il sindacato dei giocatori della National Football League (NFL), al giocatore della lega che più si è distinto durante la stagione appena trascorsa per il suo contributo alla comunità della propria città natale e/o di quella della squadra in cui gioca. La NFLPA lo considera il suo più importante riconoscimento.
Introdotto dal 1967, fino al 2017 il premio era denominato Byron "Whizzer" White NFL Man of the Year Award in onore di Byron "Whizzer" White che aveva giocato nella NFL da halfback negli anni quaranta e poi era diventato giudice associato della Corte Suprema nominato dal presidente John Fitzgerald Kennedy.
Dall'autunno 2018 il premio fu rinominato in onore di Alan Page, defensive tackle negli anni settanta. Page è stato un sostenitore del sindacato dei giocatori sin dai suoi primi giorni come membro del comitato esecutivo, nonché un pioniere della giustizia sociale durante i suoi 23 anni di mandato presso la Corte Suprema del Minnesota.

## Selezione
Ogni settimana della stagione regolare la NFLPA nomina un giocatore come Community MVP per il suo contributo alla comunità, premiandolo con 10 000 dollari da donare ad un'iniziativa benefica a sua scelta e invitandolo a partecipare ad una evento in una scuola o in un'istituzione sociale o di beneficenza.
Al termine della stagione tra i 18 Community MVP nominati vengono scelti cinque finalisti votati da un comitato esterno composto da persone che operano nel campo del football, dei media e della beneficenza, nonché tramite un voto online dei tifosi. Tra i cinque finalisti così scelti, che ricevono ognuno un ulteriore contributo di 10 000 dollari da donare, viene votato dai giocatori attivi della NFL il vincitore dell'Alan Page Community Award, che riceve 100 000 dollari sempre da destinare in beneficenza.

## Albo d'oro
L'anno indica quando è stato assegnato il premio riferito alla stagione NFL precedente.
| Anno | Vincitore        | Ruolo            | Squadra              |
| ---- | ---------------- | ---------------- | -------------------- |
| 1967 | Bart Starr       | Quarterback      | Green Bay Packers    |
| 1968 | Willie Davis     | Defensive end    | Green Bay Packers    |
| 1969 | Eddie Meador     | Safety           | Los Angeles Rams     |
| 1970 | Gale Sayers      | Running back     | Chicago Bears        |
| 1971 | Kermit Alexander | Defensive back   | Los Angeles Rams     |
| 1972 | Ray May          | Linebacker       | Baltimore Colts      |
| 1973 | Andy Russell     | Linebacker       | Pittsburgh Steelers  |
| 1974 | Floyd Little     | Running back     | Denver Broncos       |
| 1975 | Rocky Bleier     | Running back     | Pittsburgh Steelers  |
| 1976 | Jim Hart         | Quarterback      | St. Louis Cardinals  |
| 1977 | Lyle Alzado      | Defensive end    | Denver Broncos       |
| 1978 | Archie Manning   | Quarterback      | New Orleans Saints   |
| 1979 | Roger Staubach   | Quarterback      | Dallas Cowboys       |
| 1980 | Gene Upshaw      | Guardia          | Oakland Raiders      |
| 1981 | Ken Houston      | Safety           | Washington Redskins  |
| 1982 | Franco Harris    | Running back     | Pittsburgh Steelers  |
| 1983 | Doug Dieken      | Offensive tackle | Cleveland Browns     |
| 1984 | Rolf Benirschke  | Kicker           | San Diego Chargers   |
| 1985 | Reggie Williams  | Linebacker       | Cincinnati Bengals   |
| 1986 | Nat Moore        | Wide receiver    | Miami Dolphins       |
| 1987 | George Martin    | Defensive end    | New York Giants      |
| 1988 | Deron Cherry     | Safety           | Kansas City Chiefs   |
| 1989 | Mike Singletary  | Linebacker       | Chicago Bears        |
| 1990 | Ozzie Newsome    | Tight end        | Cleveland Browns     |
| 1991 | Mike Kenn        | Offensive tackle | Atlanta Falcons      |
| 1992 | Reggie White     | Defensive end    | Philadelphia Eagles  |
| 1993 | Nick Lowery      | Kicker           | Kansas City Chiefs   |
| 1994 | Mark Kelso       | Safety           | Buffalo Bills        |
| 1995 | Derrick Thomas   | Linebacker       | Kansas City Chiefs   |
| 1996 | Bill Brooks      | Wide receiver    | Indianapolis Colts   |
| 1997 | Chris Zorich     | Defensive tackle | Chicago Bears        |
| 1998 | Hardy Nickerson  | Linebacker       | Tampa Bay Buccaneers |
| 1999 | Cris Carter      | Wide receiver    | Minnesota Vikings    |
| 2000 | Doug Pelfrey     | Kicker           | Cincinnati Bengals   |
| 2001 | Michael McCrary  | Defensive end    | Baltimore Ravens     |
| 2002 | Mark Brunell     | Quarterback      | Jacksonville Jaguars |
| 2003 | Troy Vincent     | Cornerback       | Philadelphia Eagles  |
| 2004 | Derrick Brooks   | Linebacker       | Tampa Bay Buccaneers |
| 2005 | Peyton Manning   | Quarterback      | Indianapolis Colts   |
| 2006 | Steve McNair     | Quarterback      | Tennessee Titans     |
| 2007 | John Lynch       | Safety           | Denver Broncos       |
| 2008 | Warrick Dunn     | Running back     | Atlanta Falcons      |
| 2009 | Brian Dawkins    | Safety           | Philadelphia Eagles  |
| 2010 | Nnamdi Asomugha  | Cornerback       | Oakland Raiders      |
| 2011 | Tony Richardson  | Fullback         | New York Jets        |
| 2012 | Drew Brees       | Quarterback      | New Orleans Saints   |
| 2013 | Charlie Batch    | Quarterback      | Pittsburgh Steelers  |
| 2014 | Anquan Boldin    | Wide receiver    | San Francisco 49ers  |
| 2015 | Chad Greenway    | Linebacker       | Minnesota Vikings    |
| 2016 | Thomas Davis     | Linebacker       | Carolina Panthers    |
| 2017 | Malcolm Jenkins  | Safety           | Philadelphia Eagles  |
| 2018 | Chris Long       | Defensive end    | Philadelphia Eagles  |
| 2019 | Andrew Whitworth | Offensive tackle | Los Angeles Rams     |
| 2020 | Brandon Copeland | Linebacker       | New York Jets        |
| 2021 | Hayden Hurst     | Tight end        | Atlanta Falcons      |
| 2022 | Rodney McLeod    | Safety           | Philadelphia Eagles  |
| 2023 | Damar Hamlin     | Safety           | Buffalo Bills        |
| 2024 | Calais Campbell  | Defensive end    | Atlanta Falcons      |
| 2025 | Darius Slayton   | Wide receiver    | New York Giants      |